# Friedmund von Arnim
Pour les articles homonymes, voir Famille Arnim et Arnim (homonymie).
Friedmund von Arnim (9 février 1815-24 juillet 1883) est un écrivain prussien.

## Biographie
Friedmund von Arnim est le fils de Achim von Arnim et de Bettina von Arnim.

## Œuvres
- Was ist Eigenthum?, Wandsbeck, Voigt's Buchdruckerei, 1843
- In allem einverstanden mit dir, Göttingen, Wallstein-Verl., 2001
- Märchen, Frankfurt am Main, Insel-Verl., 1991
- Hundert neue Mährchen im Gebirge gesammelt, 1844 ; Köln, Diederichs, 1986
- Die Rechte jedes Menschen, 1844
- Die Weltordnung, 1855
- Neue Heillehre, 1868